# Argentina 6–0 Peru (1978)
Argentina 6 x 0 Peru foi um histórico e controverso jogo ocorrido na Copa do Mundo de 1978, realizado em 21 de junho de 1978, no Estádio Gigante de Arroyito, Rosário, sendo até hoje uma das mais polêmicas partidas de futebol da história.
Muitas suspeitas ainda hoje pairam sobre esta partida. Na Segunda Fase do torneio, Argentina, Brasil, Polônia e Peru caíram no mesmo grupo. Aquele que terminasse em primeiro no grupo se classificaria para a final. Após as 2 primeiras rodadas, Brasil e Argentina estavam empatadas em números de pontos. Assim, a decisão ficou para a última rodada. E é aí que reside a primeira polêmica: atendendo a pedidos das emissoras de TV argentinas que alegaram estarem se adaptando a era do canal a cores, novidade da época na vizinha Argentina, a FIFA repentinamente inverteu os horários dos jogos decisivos do Grupo B das semifinais da Copa de 1978 - sendo que originalmente o jogo Argentina x Peru seria disputado no horário vespertino, e o jogo Brasil x Polônia estava marcado para o horário noturno, com a inversão dos horários das partidas o selecionado argentino entrou em campo já sabendo que precisaria ganhar dos peruanos por no mínimo 4 gols de diferença para se classificar para a final, pois horas antes o Brasil havia vencido a Polônia por 3 a 1. Ganhou de 6 a 0. Supostamente, o goleiro do Peru, Ramón Quiroga, que nascera na Argentina, teria facilitado os gols
Em 2007, Fernando Rodríguez Mondragón, filho de um chefe do tráfico de drogas Colombiano, declarou à Rádio Caracol (Colômbia) que o desarticulado cartel de Cáli subornou a seleção do Peru, com uma cifra não revelada, para que deixasse a seleção da Argentina ganhar o decisivo jogo da segunda fase.
2008, a Editora Edhasa lançou o livro "Fuimos Campeones", escrito pelo jornalista Ricardo Gotta, que narra os acontecimentos desta partida. Segundo o autor, ele "conseguiu reunir uma dezena de provas contundentes que apontam para a existência de uma operação que funcionava em dois níveis: o do medo, da coerção, e o da corrupção e suborno, ao menos no caso de alguns dos jogadores da seleção peruana".
Em 2009, o documentário Mundial 78: Verdad o Mentira, relata mais algumas atitudes no mínimo "estranhas" - como a ida do presidente argentino Jorge Rafael Videla ao vestiário do Peru, e uma doação milionária de trigo do governo argentino ao peruano. Por outro lado, o filme traz também versões que asseguram a legalidade do jogo.
Em 2012, O ex-senador peruano Genaro Ledesma, afirmou que o resultado desta partida foi previamente combinado como parte de um acordo entre os governos dos dois países, comandados então por ditaduras militares. Ledesma disse que a goleada por 6 a 0 foi parte da Operação Condor, acordo de cooperação entre as ditaduras sul-americanas para erradicar opositores.

## Ficha Técnica da Partida
| 21 de junho de 1978 | Argentina                                                       | 6 – 0     | Peru | Rosário, Estádio Gigante de Arroyito      |
| 19:15 ART (UTC-3)   | Kempes 21', 48' · Tarantini 43' · Luque 50', 72' · Houseman 67' | Relatório |      | Público: 37,315 Árbitro: FRA Robert Wurtz |

| Argentina | Peru |

| GK                 | 5  | Fillol       |  |
| RB                 | 15 | Olguín       |  |
| CB                 | 7  | Galván       |  |
| CB                 | 19 | Passarella   |  |
| LB                 | 20 | Tarantini    |  |
| DM                 | 6  | Gallego 85'  |  |
| MF                 | 12 | Larrosa      |  |
| AM                 | 10 | Kempes       |  |
| RW                 | 4  | Bertoni 64'  |  |
| LW                 | 16 | Ortiz        |  |
| CF                 | 14 | Luque        |  |
| Reservas:          |    |              |  |
| MF                 | 9  | Houseman 64' |  |
| MF                 | 17 | Oviedo 85'   |  |
| GK                 | 1  | Alonso       |  |
| MF                 | 2  | Ardiles      |  |
| GK                 | 3  | Baley        |  |
| MF                 | 8  | Galván       |  |
| DF                 | 11 | Killer       |  |
| GK                 | 13 | La Volpe     |  |
| DF                 | 18 | Pagnanini    |  |
| FW                 | 21 | Valencia     |  |
| MF                 | 22 | Villa        |  |
| Técnico:           |    |              |  |
| César Luis Menotti |    |              |  |

| GK              | 25 | Quiroga          |  |  |
| SW              | 2  | Duarte           |  |  |
| RB              | 3  | Manzo            |  |  |
| CB              | 4  | Chumpitaz        |  |  |
| LB              | 6  | Velásquez 1' 51' |  |  |
| RM              | 7  | Muñante          |  |  |
| CM              | 8  | Cueto            |  |  |
| LM              | 10 | Cubillas         |  |  |
| RF              | 11 | Oblitas          |  |  |
| CF              | 17 | Quesada 1'       |  |  |
| LF              | 22 | Rojas            |  |  |
| Reservas:       |    |                  |  |  |
| GK              | 1  | Sartor           |  |  |
| DF              | 5  | Díaz             |  |  |
| MF              | 9  | Rojas            |  |  |
| FW              | 12 | Mosquera         |  |  |
| GK              | 13 | Cáceres          |  |  |
| DF              | 14 | Navarro          |  |  |
| MF              | 15 | Leguía           |  |  |
| MF              | 16 | Gorriti 51'      |  |  |
| MF              | 18 | Labarthe         |  |  |
| FW              | 19 | La Rosa          |  |  |
| FW              | 20 | Sotil            |  |  |
| Técnico:        |    |                  |  |  |
| Marcos Calderón |    |                  |  |  |

| Assistentes: Ferdinand Biwersi Sergio Gonella |

## Cenário Pós-Jogo
| Classificação do Grupo B                            | Classificação do Grupo B | Classificação do Grupo B | Classificação do Grupo B | Classificação do Grupo B | Classificação do Grupo B | Classificação do Grupo B | Classificação do Grupo B | Classificação do Grupo B | Classificação do Grupo B |
| Pos                                                 | Seleção                  | Pts                      | J                        | V                        | E                        | D                        | GP                       | GC                       | SG                       |
| --------------------------------------------------- | ------------------------ | ------------------------ | ------------------------ | ------------------------ | ------------------------ | ------------------------ | ------------------------ | ------------------------ | ------------------------ |
| 1                                                   | Argentina                | 5                        | 3                        | 2                        | 1                        | 0                        | 8                        | 0                        | +8                       |
| 2                                                   | Brasil                   | 5                        | 3                        | 2                        | 1                        | 0                        | 6                        | 1                        | +5                       |
| 3                                                   | Polónia                  | 2                        | 3                        | 1                        | 0                        | 2                        | 2                        | 5                        | -3                       |
| 4                                                   | Peru                     | 0                        | 3                        | 0                        | 0                        | 3                        | 0                        | 10                       | -10                      |
| *Notas: 2 pontos para o vencedor e 1 para o empate. |                          |                          |                          |                          |                          |                          |                          |                          |                          |

| Resultados do Grupo B | Resultados do Grupo B | Resultados do Grupo B | Resultados do Grupo B |
| --------------------- | --------------------- | --------------------- | --------------------- |
| 14 de junho           | Brasil                | 3 – 0                 | Peru                  |
| 14 de junho           | Argentina             | 2 – 0                 | Polônia               |
| 18 de junho           | Polônia               | 1 – 0                 | Peru                  |
| 18 de junho           | Argentina             | 0 – 0                 | Brasil                |
| 21 de junho           | Brasil                | 3 – 1                 | Polônia               |
| 21 de junho           | Argentina             | 6 – 0                 | Peru                  |

|  |                   |
|  | Disputa a Final   |
|  | Decide o 3º lugar |
|  | Eliminadas        |

A Argentina vai enfrentar a Holanda na Final da Copa e o Brasil vai enfrentar a Itália na decisão do 3º lugar.

## Documentários
- Mundial 78: Verdad o Mentira - Documentário que esmiúça, em detalhes, essa partida.